# 經緯書局

經緯書局(Relay)的标志

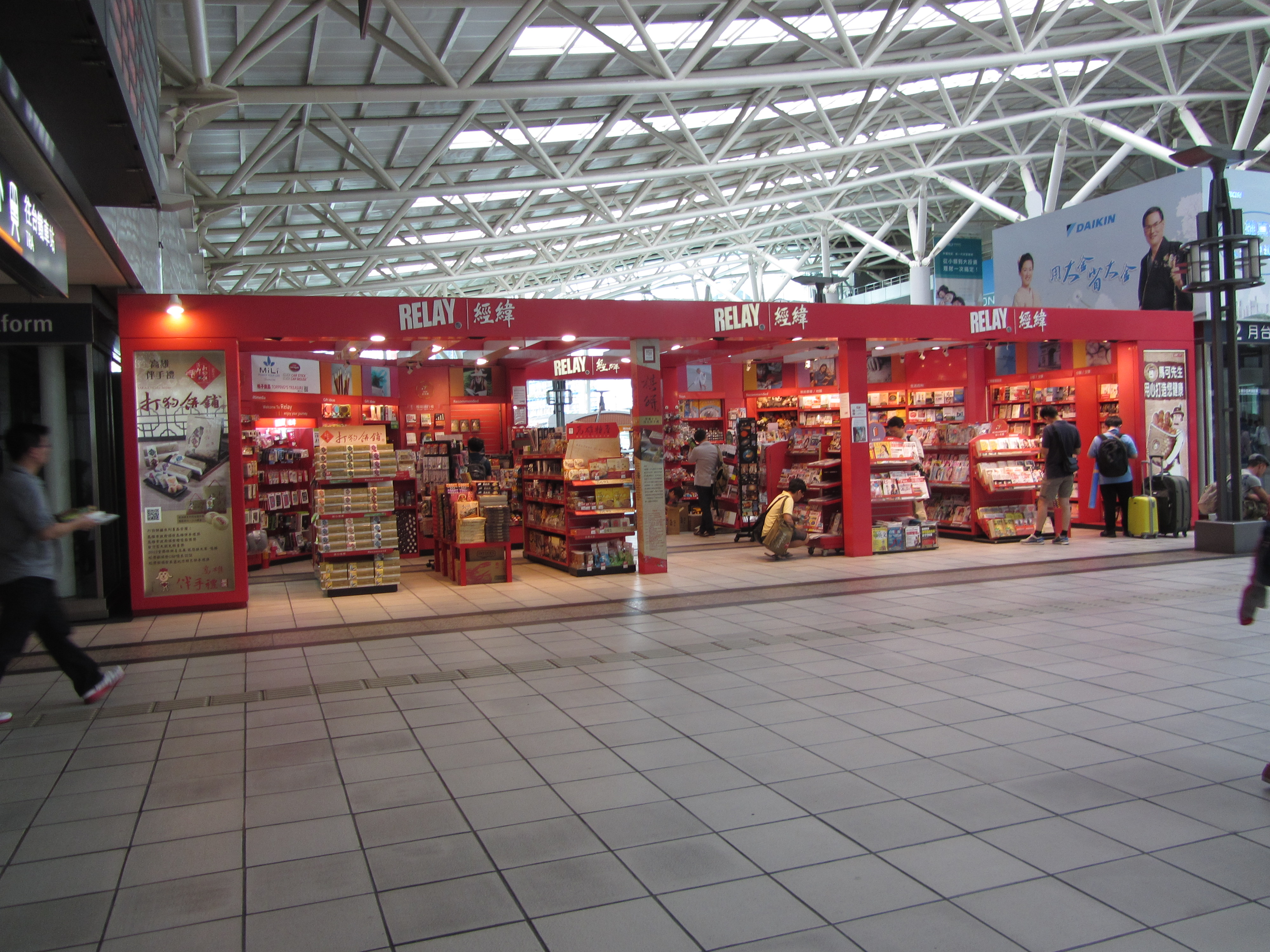
台灣高鐵左營站內的經緯書局門市。（已歇業）

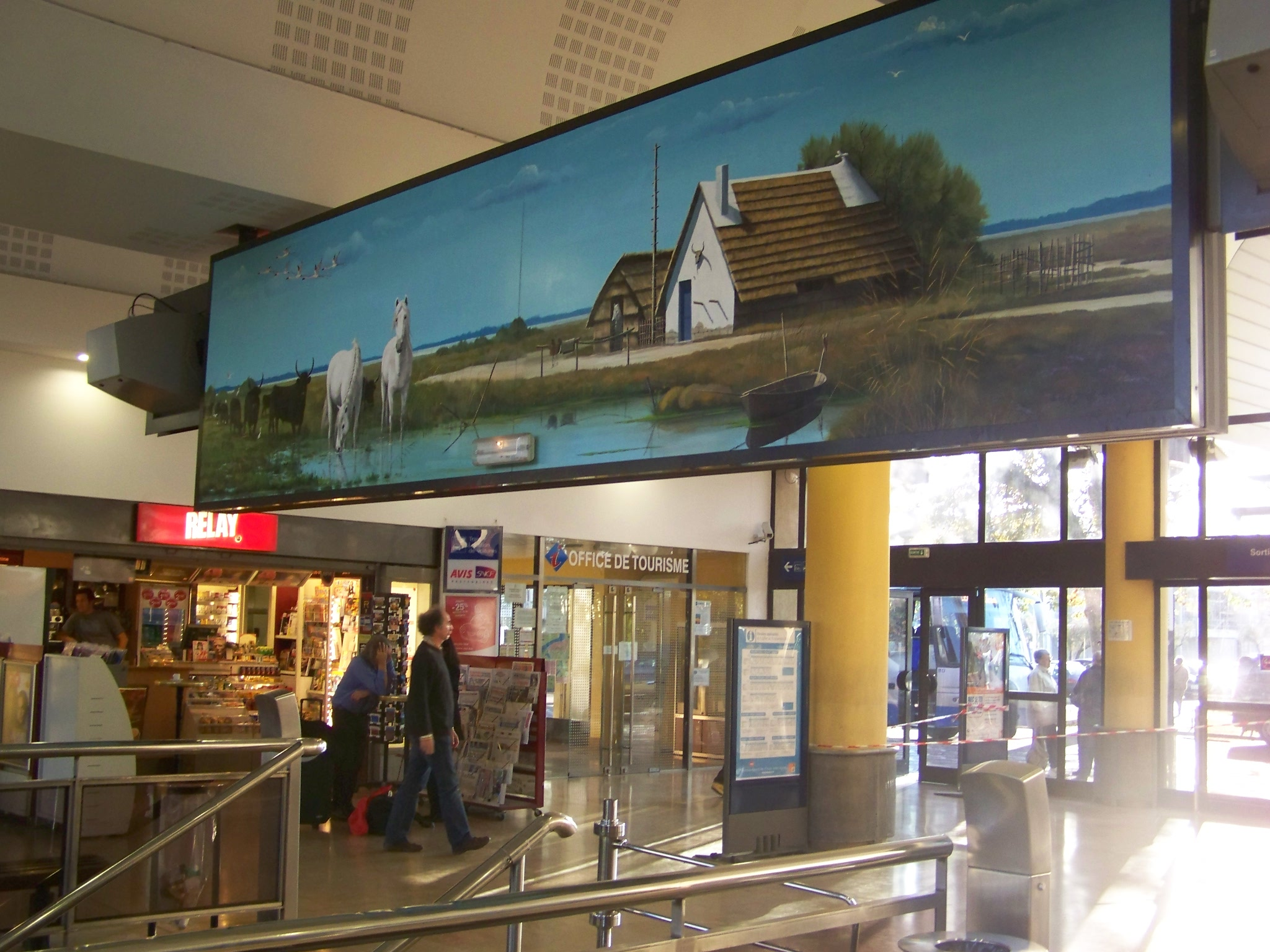
亞爾車站的經緯書局門市

經緯書局（Relay）是法國拉加代尔集团旗下拉加代尔服务的連鎖書店，主要在鐵路車站和機場開設門市。
經緯書局的據點主要是在法國，但也在其他國家擁有門市。2010年經緯書局在全世界4個洲17國擁有1100家分店。

## 外部連結
- Relay